# Polina Denisovna Osipenko
Polina Denisovna Osipenko, nata Dudnik (in russo Полина Денисовна Осипенко?; in ucraino Поліна Денисівна Осипенко?, Polina Denysivna Osypenko; Novospasovka, 7 ottobre 1907, 25 settembre del calendario giuliano – Vysokoe, 11 maggio 1939), è stata un'aviatrice sovietica, una delle prime donne a essere insignite del titolo di Eroina dell'Unione Sovietica.

## Biografia
Nacque nel villaggio di Novospasovka, allora nel Governatorato di Ekaterinoslav, poi ribattezzato Osipenko in suo onore e oggi ubicato nell'Oblast' di Zaporižžja. Figlia di una famiglia di braccianti ucraini, si arruola nell'esercito dal 1932, concludendo nel 1933 la Scuola di aviazione militare a Kača. Nel 1938 stabilì il record di distanza percorsa da un'aviatrice femminile in un volo senza scali da Mosca a Kerbi, nel Territorio di Chabarovsk, percorrendo 6 450 chilometri in 26 ore e 29 minuti, ottenendo per questo la stella d'oro di Eroina dell'Unione Sovietica e l'Ordine di Lenin. Morì nel 1939 in un incidente aereo durante un volo di addestramento insieme all'Eroe dell'Unione Sovietica Anatolij Konstantinovič Serov. I due vennero sepolti presso la Necropoli delle mura del Cremlino.